# Qin Qiang
Qin Qiang, född 18 april 1983, är en friidrottare från Kina. Han deltog vid olympiska sommarspelen 2012.